# Bombe (militaire)
Pour les articles homonymes, voir Bombe.

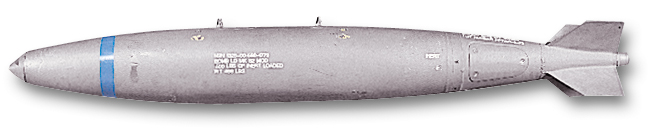
Une bombe aérienne non guidée Mk 82.

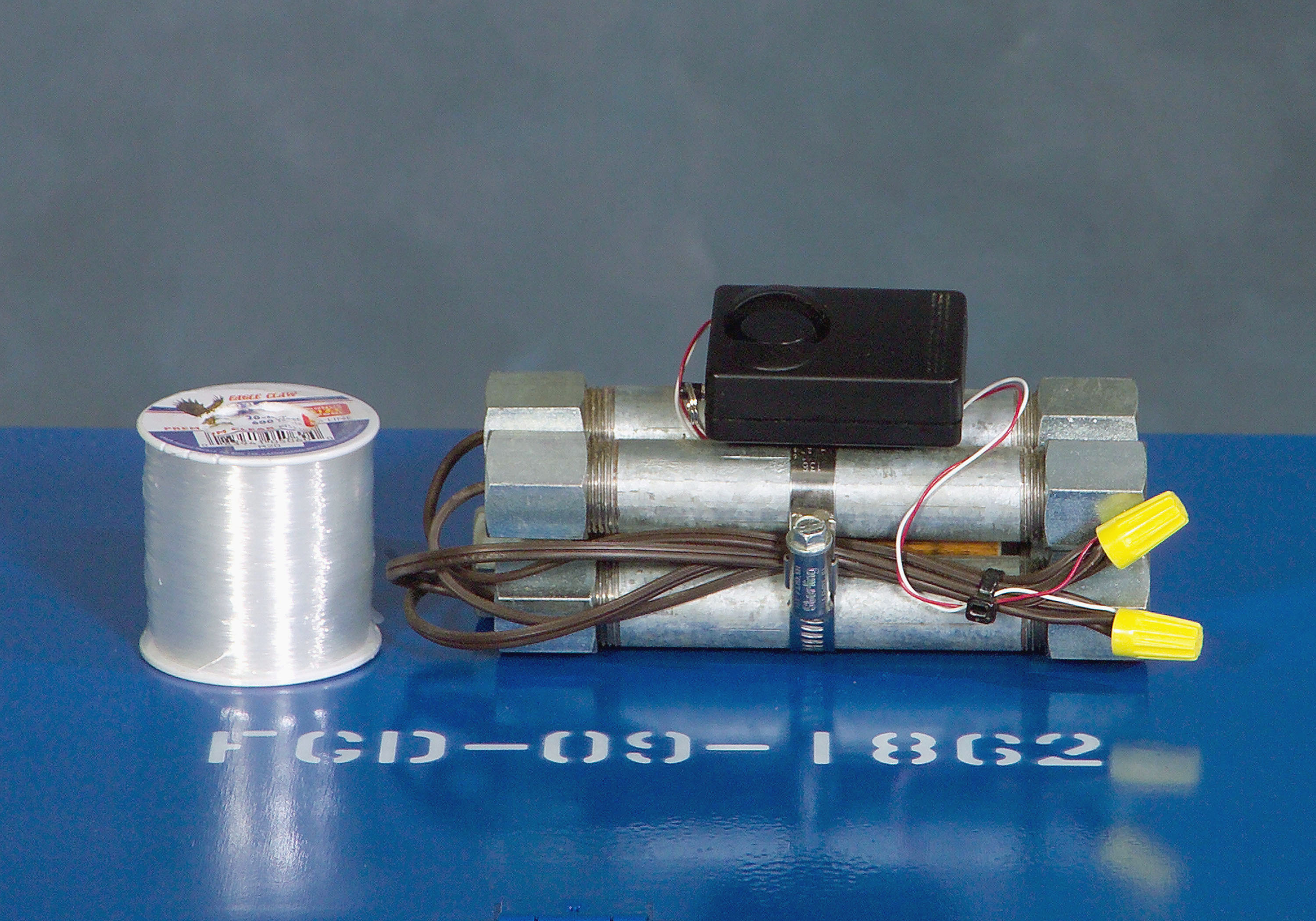
Exemple d'engin explosif improvisé : une bombe tuyau.

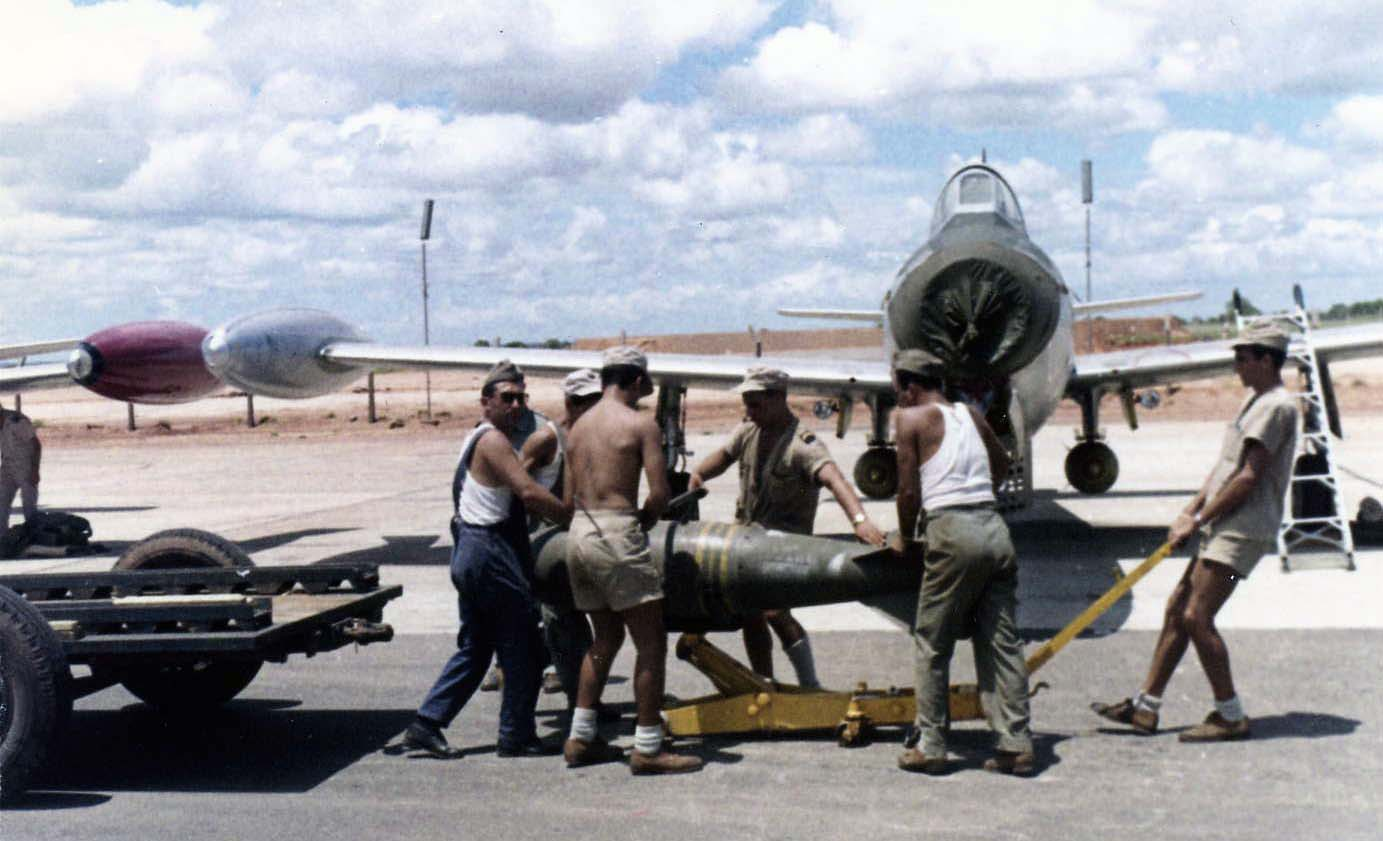
Chargement d'une bombe aérienne classique pour un F-84 portugais durant la guerre d'indépendance de l'Angola.

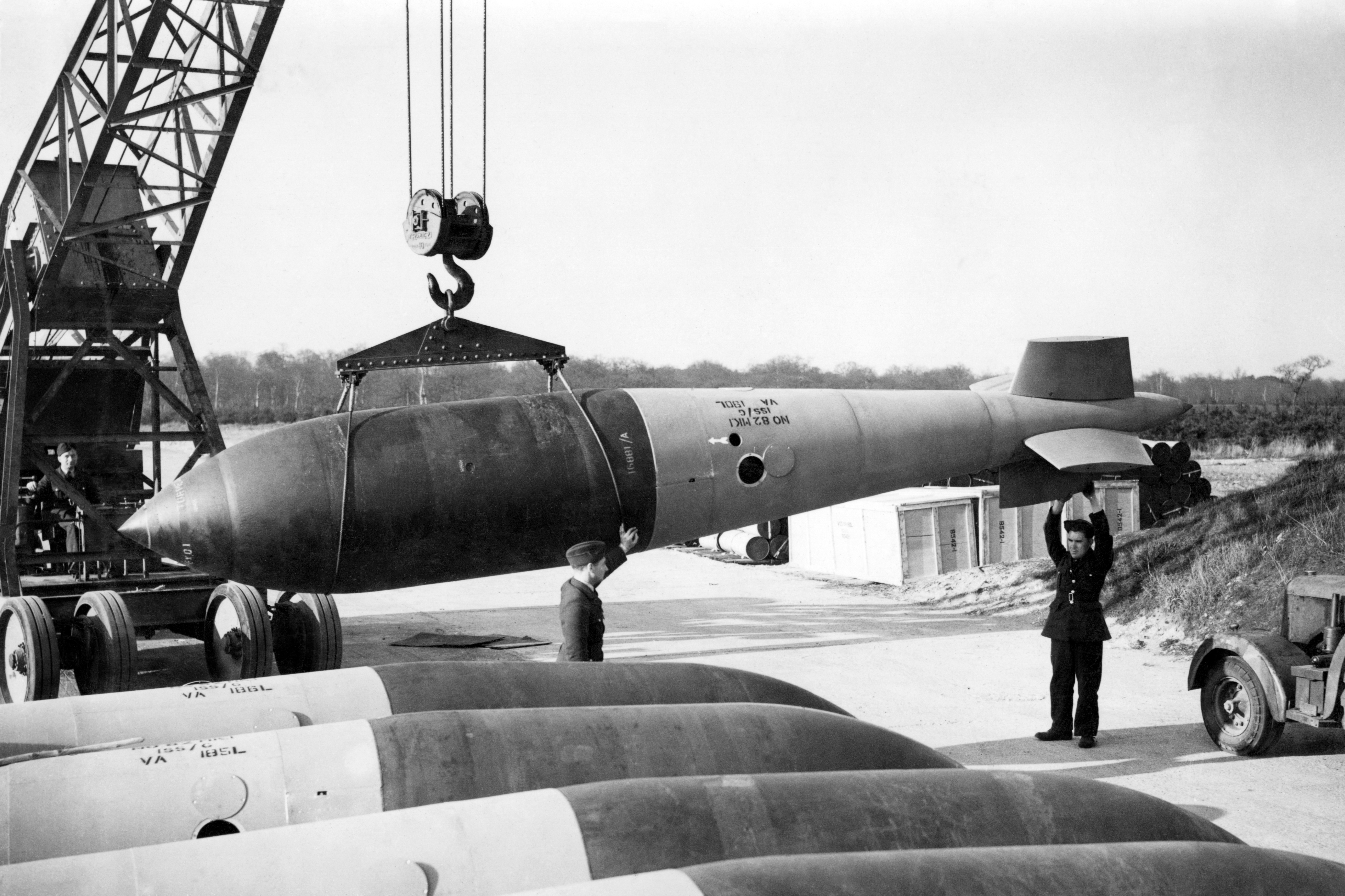
Bombe Grand Slam de 10 tonnes de la Seconde Guerre mondiale.

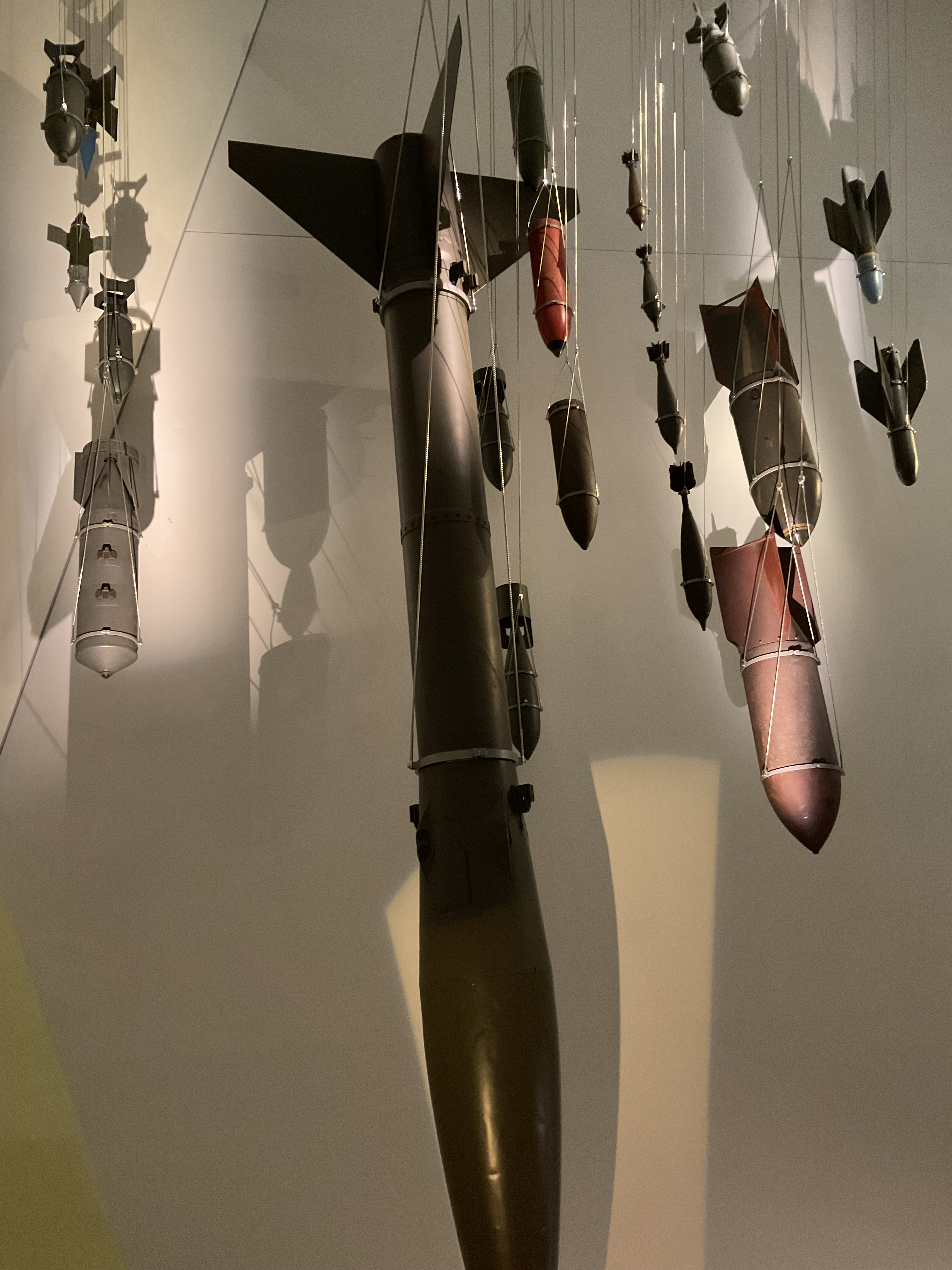
Nombreuses bombes mise en scène au musée militaire de Dresden

Une bombe est un engin explosif consistant habituellement en un contenant empli de matériel explosif ayant pour but de causer une destruction lorsque déclenchée. À partir du XXe siècle, le mot est surtout utilisé pour désigner des engins explosifs lancés d'avions ou laissés au sol.

## Fonctionnement
L'explosion d'une bombe est provoquée, habituellement, par une horloge (bombe à retardement), une télécommande ou une sorte quelconque de capteur (pression, radar, contact, etc.). Si elle est autopropulsée, elle fait partie d'un missile ou d'une roquette.
Des bombes peuvent être à sous-munitions, qui peuvent se comporter comme des mines anti-personnel.

## Historique
Étymologiquement, une bombe n'est rien d'autre qu'une enceinte fermée permettant de circonscrire son contenu: par exemple une bombe calorimétrique, ou une bombe en équitation. Lorsque se sont développées les matières explosives, le récipient qui les renfermait a progressivement donné son nom à l'engin entier, par métonymie.

Un aviateur allemand largue une bombe sur le front occidental de la Première Guerre mondiale.

Des bombes ont été utilisées en 1221 en Asie de l'est par l'armée de Jurchen Jin contre une ville Song. Des bombes sont fabriquées à partir de tube de bambou dès le XIe siècle.
Les bombes sont souvent utilisées lors de guerres, comme lors de raids aériens sur Paris durant la Première Guerre Mondiale et aussi lors d'activités terroristes.
La bombe la plus puissante est la bombe à hydrogène, la Tsar Bomba expérimenté en 1961 avec une charge de 57 mégatonnes fut la plus puissante à avoir jamais explosé, alors que la plus puissante bombe qui ne soit pas nucléaire au début des années 2000 est une bombe russe testée en septembre 2007 d'une puissance équivalente estimée à 44 tonnes de TNT : le Père de toutes les bombes.
Les militaires utilisent en général des bombes larguées depuis un avion.

## Types
De tailles variables et destinées à traiter des objectifs différents, on distingue entre autres :
- bombe aérienne : larguée par aéronefs,
  - bombe non guidée : bombe aérienne classique,
  - bombe guidée : bombe aérienne possédant un système de guidage pour accroître sa précision. Le guidage peut se faire par GPS; avec une centrale inertielle, avec un faisceau laser,
  - bombe classique ou à fragmentation : elle est constituée d'explosifs dans un corps de métal se fragmentant en petit morceaux. Ce type de bombe peu onéreuse est efficace contre les troupes au sol, les véhicules peu blindés et les bâtiments légers,
  - bombe freinée : elle est équipée d'aérofreins, de parachutes ou de ballutes afin d'assurer une chute la plus verticale possible quand elle est larguée. Cela permet notamment au bombardier de mettre un maximum de distance entre lui et le souffle de l'explosion, lorsqu'il effectue son largage à très basse altitude,
  - bombe anti-piste : elle est destinée à rendre inutilisable une piste d'aérodrome. Pénétrant verticalement dans la piste, elle y explose avec retard, soulevant ainsi de larges plaques du revêtement de la piste. Les dégâts occasionnés sont alors plus longs à réparer qu'un simple cratère,
  - bombe à sous-munitions : elle contient un certain nombre de munitions secondaires destinées à détruire différents types de cibles : blindés et navires, par exemple. Les sous munitions sont dispersées au-dessus de l'objectif, attaquant ainsi une surface plutôt qu'un point précis. Lorsque les médias utilisent le terme « bombe à fragmentation », il s'agit le plus souvent d'une bombe à sous-munitions. Certains pays l’on interdit avec la Convention d’Ottawa mais certaines grande puissances (États-unis, Chine) continuent à l'employer[réf. nécessaire].
  - bombe à effet de souffle ou thermobarique, aussi appelée bombe à implosion ou parfois bombe à vide : développée par l'armée allemande à la fin de la Seconde Guerre mondiale, elle vise à créer une onde de pression considérable destinée à détruire les structures et le personnel. La MOAB et la BLU-82, dite Daisy Cutter ("faucheuse de pâquerettes"), font partie de cette catégorie. Arme de type non conventionnel, explosive, qui combine des effets thermiques, d’onde de choc et de dépression. On appelle aussi ce type d’arme armes à surpression thermobarique (high-impulse thermobaric weapons, HITs en anglais), fuel-air explosives (FAE ou FAX), bombes aérosols ou bombes à vide,
  - bombe bunker buster : elle est conçue pour pénétrer des cibles fortifiées ou des cibles enterrées en profondeur.Bombe guidée par laser,
  - bombe incendiaire,

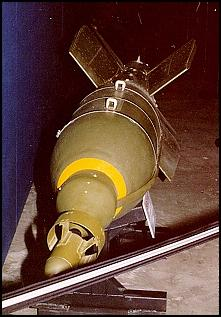
Bombe guidée par laser

  - bombe chimique : utilisée la première fois durant la Première Guerre mondiale, elle contient des substances chimiques (par exemple, napalm, tabun, sarin, ypérite...) destinées le plus souvent à s'attaquer aux personnes. Ces substances chimiques paralysent, brûlent, asphyxient, assourdissent ou aveuglent. Selon la nature de la substance, les personnes atteintes peuvent être diminuées le restant de leur vie ou mourir. Ces bombes, utilisées de manière « artisanale » dès la grande guerre sont maintenant, pour des raisons de sécurité, composées de deux produits qui ne deviennent toxiques qu'une fois mélangés ;
  - Bombe de marquage : elle contient des substances qui facilitent le travail des troupes de combat. Par exemple, les munitions au phosphore sont utilisées pour éclairer une cible ou pour éblouir les troupes ennemies.
- bombe nucléaire : elle est une arme de destruction massive qui utilise l'énergie du noyau de l'atome, produite soit par la fission d'atomes lourds (uranium et plutonium dans le cas des bombes A), soit par la fusion d'atomes légers (hydrogène dans le cas des bombes H) ;
- bombe radiologique ou Bombe sale : il s'agit de n'importe quelle bombe qui favorise la dissémination de produits toxiques. Par exemple, une bombe classique lardée de plutonium est une telle bombe ;
- bombe à neutrons : type de bombe nucléaire conçu pour émettre principalement des neutrons, visant principalement les êtres vivants. Elle est considérée comme une bombe sale, car elle produit principalement des matériaux radioactifs ;
- bombe salée : elle est une arme de destruction massive qui utilise l'énergie de l'atome, et qui est en plus destinée à produire un radio-isotope pour maximiser les retombées radioactives ;
- bombe électromagnétique, conçue pour détruire les appareils électriques ;
- bombe au graphite : bombe destinée à mettre en panne des réseaux électriques ;
- engin explosif improvisé.